# Aeroporto de Pohang
Aeroporto de Pohang é um aeroporto localizado em Pohang, Coreia do Sul (IATA: KPO, ICAO: RKTH). Em 2006, 347.180 passageiros utilizaram o aeroporto.